# Elaphognathia forceps
Elaphognathia forceps là một loài chân đều trong họ Gnathiidae. Loài này được Holdich & Harrison miêu tả khoa học năm 1980.